# Dollaro del Belize
Il dollaro (codice ISO 4217: BZD) è la valuta ufficiale del Belize dal 1885. Normalmente è abbreviato con il simbolo del dollaro $, o a volte BZ$ per distinguerlo da altre valute denominate dollaro. Viene suddiviso in cent. Il dollaro del Belize ha un tasso fisso di cambio con il dollaro statunitense con un rapporto di BZ$2 = US$1.

## Monete
Monete in circolazione:
- 1 cent
- 5 cent
- 10 cent
- 25 cent (conosciuto come "shilling")
- 50 cent
- 1 dollaro

## Banconote
Banconote in circolazione:
- 2 dollari
- 5 dollari
- 10 dollari
- 20 dollari
- 50 dollari
- 100 dollari